# Commission du film
 (mai 2024).
Si vous disposez d'ouvrages ou d'articles de référence ou si vous connaissez des sites web de qualité traitant du thème abordé ici, merci de compléter l'article en donnant les références utiles à sa vérifiabilité et en les liant à la section « Notes et références ».
 (mai 2024).
La mise en forme du texte ne suit pas les recommandations de Wikipédia : il faut le « wikifier ».
Les points d'amélioration suivants sont les cas les plus fréquents. Le détail des points à revoir est peut-être précisé sur la page de discussion.
- Les titres sont pré-formatés par le logiciel. Ils ne sont ni en capitales, ni en gras.
- Le texte ne doit pas être écrit en capitales (les noms de famille non plus), ni en gras, ni en italique, ni en « petit »…
- Le gras n'est utilisé que pour surligner le titre de l'article dans l'introduction, une seule fois.
- L'italique est rarement utilisé : mots en langue étrangère, titres d'œuvres, noms de bateaux, etc.
- Les citations ne sont pas en italique mais en corps de texte normal. Elles sont entourées par des guillemets français : « et ».
- Les listes à puces sont à éviter, des paragraphes rédigés étant largement préférés. Les tableaux sont à réserver à la présentation de données structurées (résultats, etc.).
- Les appels de note de bas de page (petits chiffres en exposant, introduits par l'outil «  Source ») sont à placer entre la fin de phrase et le point final[comme ça].
- Les liens internes (vers d'autres articles de Wikipédia) sont à choisir avec parcimonie. Créez des liens vers des articles approfondissant le sujet. Les termes génériques sans rapport avec le sujet sont à éviter, ainsi que les répétitions de liens vers un même terme.
- Les liens externes sont à placer uniquement dans une section « Liens externes », à la fin de l'article. Ces liens sont à choisir avec parcimonie suivant les règles définies. Si un lien sert de source à l'article, son insertion dans le texte est à faire par les notes de bas de page.
- La présentation des références doit suivre les conventions bibliographiques. Il est recommandé d'utiliser les modèles {{Ouvrage}}, {{Chapitre}}, {{Article}}, {{Lien web}} et/ou {{Bibliographie}}. Le mode d'édition visuel peut mettre en forme automatiquement les références.
- Insérer une infobox (cadre d'informations à droite) n'est pas obligatoire pour parachever la mise en page.

Pour une aide détaillée, merci de consulter Aide:Wikification.
Si vous pensez que ces points ont été résolus, vous pouvez retirer ce bandeau et améliorer la mise en forme d'un autre article.

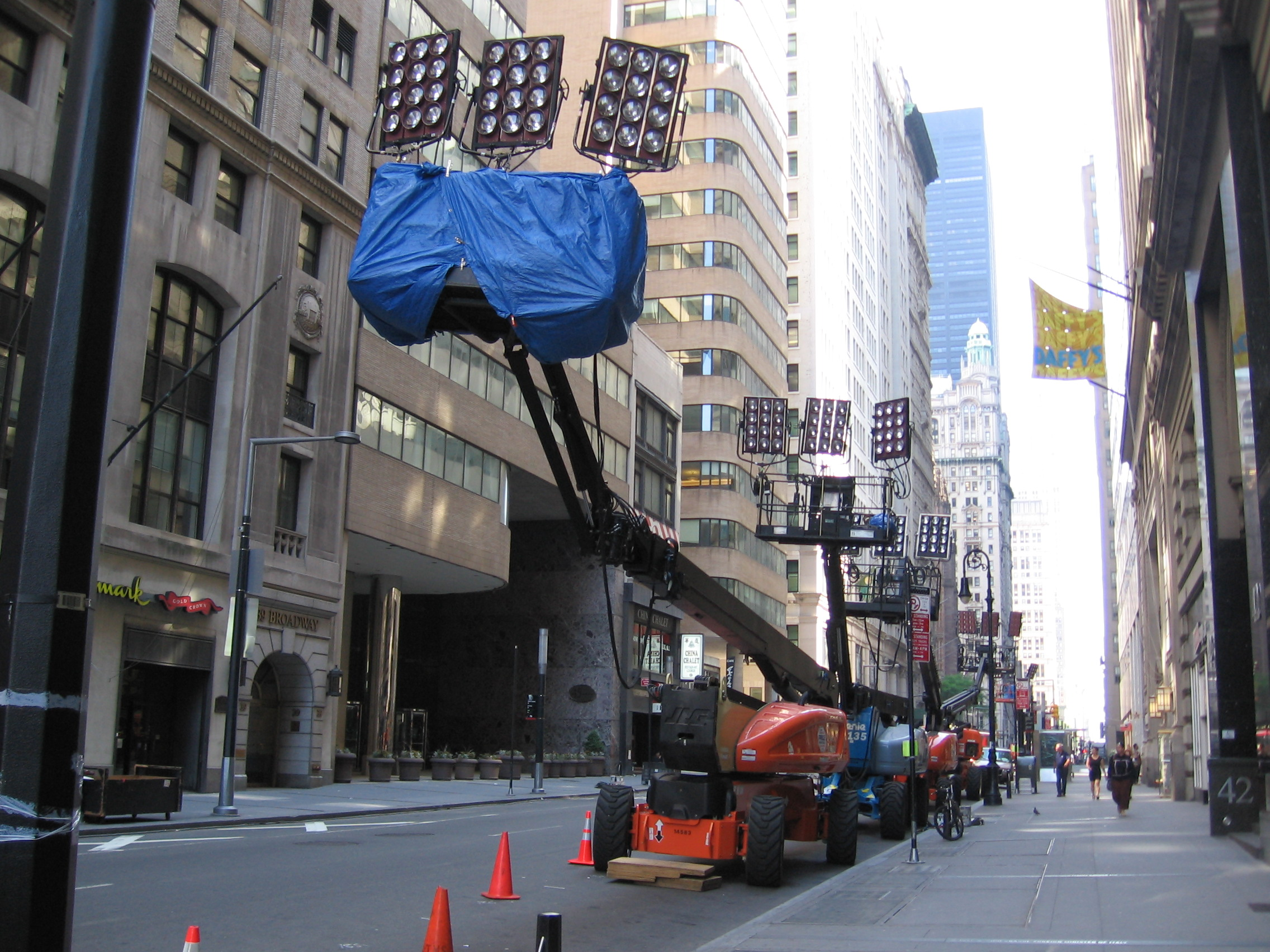
Tournage de L'Apprenti sorcier à Bowling Green, dans l'État de New York.

Une Commission du film ou bureau d’accueil des tournages est un organisme parapublic, créé à l'initiative des gouvernements ou des autorités locales (commune, communautés de communes, départements ou régions), à but non lucratif dont l'objectif est d'attirer et d'accueillir des équipes de production ( films, séries ou films publicitaires) pour qu'elles tournent dans leurs localités respectives. Elle offre souvent la possibilité, conditionnée, d'un soutien financier.

## Historique
La première Commission du film a été créée aux États-Unis à la fin des années 1940. Elle répondait au besoin des sociétés cinématographiques de bénéficier d'un agent de liaison avec le gouvernement local. Sa fonction principale était de coordonner les services locaux tels que la police, les soldats et les patrouilles routières, les services de voirie, les pompiers, les gardes des parcs nationaux et tous les autres services municipaux et gouvernementaux essentiels au tournage d'une production. Alors que de plus en plus de sociétés de production commençaient à regarder au-delà des limites de Hollywood pour tourner dans des sites réalistes et variés, de plus en plus de villes et d'États ont été confrontés à la nécessité de cette coordination.

## Introduction
Plus de 1 000 organismes à but non lucratif de ce type sont actifs dans plus de 100 pays à travers le monde, principalement aux États-Unis, en Europe et en Asie. Beaucoup d'entre eux sont mis en place par des  gouvernements locaux, et servent de guichet chargé d'attirer et de soutenir les productions qui viennent dans leur localité, pas seulement d'autres régions de leur propre pays, mais aussi de l'étranger.
L'Association of Film Commissioners International ou AFCI est basée à Los Angeles. La mission de l'AFCI est l'excellence dans la production mondiale de médias, fondée sur une forte éthique. À cette fin, l'organisation établit des normes et fournit une formation initiale et continue et propose  des services payants.
Le réseau des commissions du film européennes ou EUFCN est basé à Bruxelles. L'Asian Film Commissions Network ou AFCNet www.afcnet.org regroupe désormais les commissions  du films sur le continent asiatique.
Le salon professionnel majeur de l'industrie est le Location Trade Show, organisé par l'AFCI. Depuis 2011, le Locations Show est produit en association avec la Produced By Conference de la Producers' Guild of America.
Depuis 2011 est organisé à Paris par Film Paris Région le Production Forum qui réunit 110 exposants, commissions du film françaises, sites et organismes accueillant des tournages.
Les commissions du film estiment qu'en attirant des productions dans leur région, elles apportent des avantages économiques directs via la location de chambres d'hôtel, de décors, de véhicules, entre autres, et des avantages économiques indirects via une visibilité accrue.
Les commissions du film peuvent profiter à la fois à la société de production et à la zone dans laquelle elle décide de tourner. La société de production peut potentiellement économiser de l'argent en tournant hors de l'État car elle embauche une main-d'œuvre locale moins chère et elle utilise des décors existants plutôt que d'en construire en studio. L'économie locale peut bénéficier des dépenses générées par les chambres d'hôtel, le catering, les dépenses en carburant ou tout autre équipement.
Cependant, les tournages hors d’Hollywood affectent l'emploi des techniciens basés à Los Angeles ou dans les grands centres de production historique mondiaux.

## Sources
1. ↑  McDonald, Paul, and Janet Wasko. The Contemporary Hollywood Film Industry. Malden, MA: Blackwell Pub., 2008. 55.
2. ↑  AFCI.org
3. ↑  www.eufcn.com
4. ↑  Film Paris Région.
5. ↑  Production Forum.